# Craniophora gigantea
Craniophora gigantea är en fjärilsart som beskrevs av Max Wilhelm Karl Draudt 1937. Craniophora gigantea ingår i släktet Craniophora och familjen nattflyn. Inga underarter finns listade i Catalogue of Life.